# 群馬県立女子大学
群馬県立女子大学（ぐんまけんりつじょしだいがく、英語: Gunma Prefectural Women's University）は、群馬県佐波郡玉村町上之手1395-1に本部を置く公立大学。1980年創立。大学の略称は県女（けんじょ）。公立の女子大学は、他には福岡女子大学のみである。

## 沿革
- 1980年 - 前橋市内に開学
- 1982年 - 現在地の佐波郡玉村町に移転
- 1994年 - 大学院設置
- 2005年 - 国際コミュニケーション学部設置
- 2006年 - 聖徳大学通信教育部と小学校免許科目履修に関する協定を締結（国公立大初）
- 2009年 - 文学部に総合教養学科設置
- 2017年 - 開学以来初の女性学長としてコミュニケーション学部長兼大学院国際コミュニケーション研究科長の小林良江教授が、選出される[1]。

## 学部・学科
- 文学部
  - 国文学科
  - 英米文化学科
  - 美学美術史学科
  - 文化情報学科
- 国際コミュニケーション学部
  - グローバル・コミュニケーション課程（2024年度から）
  - グローバル社会システム課程（2024年度から）
  - 英語コミュニケーション課程（2023年度まで）
  - 国際ビジネス課程（2023年度まで）

## 大学院・専攻
- 文学研究科（修士課程）
  - 日本文学専攻
  - 英米文化専攻
  - 芸術学専攻
  - 複合文化専攻
- 国際コミュニケーション研究科（修士課程）
  - 国際コミュニケーション専攻

## 付属機関
- 外国語教育研究所 - 外国語教育研究所は、群馬県における外国語教育の拠点として、外国語教育並びに外国語教育の実践に関する調査や研究を行い、群馬県立女子大学の外国語教育の充実を図るとともに、地域社会に貢献し、グローバル化社会に対応した人材の育成と国際交流の促進に寄与することを目的として、平成13年4月に設立された[2]。
- 群馬学センター - 「群馬」の文化や風土などをはじめとして「群馬」にかかわる様々な現象を、幅広い方々の参画を得ながら多角的総合的に見つめ直すとともに、その成果を地域に還元しながら、地域文化の振興に寄与し、さらに日本や世界に発信していくことをめざす「群馬学」を提唱している[3]。

- 地域日本語教育センター - 在住外国人が地域社会で生活する上で大きな問題となる日本語の学習・支援の拠点として、平成24年４月１日に設置された。地域日本語教育センターでは、外国人への生活日本語教育、日本語教育を担う人材の育成、生活日本語の研究や教授法・教材等の開発、関係機関の連携などの事業を行っている[4]。
- キャリア支援センター - 学生が目的意識を持って自らの将来のキャリアを考え、生涯を通じた就業力を身につけ、社会的職業的な自立を図ることを支援するために平成26年度4月1日に設置された[5]。

## 学内奨学金
大学独自の奨学金制度はない。

## 対外関係

### 国内大学との協定
「群馬県公立三大学の教育・研究等の連携について」を締結。
- 高崎経済大学
- 前橋工科大学

小学校免許科目履修に関する協定を締結
- 聖徳大学通信教育部
- 放送大学学園 - 単位互換協定を結んでおり、放送大学で取得した単位を卒業に要する単位として認定することができる[7]。

### 国外大学との協定校
交換留学協定校
- セントラル・ワシントン大学（アメリカ・ワシントン州）
- オクラホマ州立大学（アメリカ・オクラホマ州）
- ウィンストン・セーラム州立大学（アメリカ・ノースカロライナ州）
- ヒューロン大学（アメリカ・サウスダコタ州）
- 高麗大学校（韓国）
- 蘇州大学（中国・江蘇省・蘇州市）
- 大連外国語大学（中国・遼寧省・大連市）

特別留学生受入協定校
- ハワイ大学ヒロ校（アメリカ・ハワイ州）

友好協定校
- カリフォルニア大学サンディエゴ校（アメリカ・カリフォルニア州）
- ハワイ・パシフィック大学（アメリカ・ハワイ州）
- ハワイ大学マノア校アウトリーチ・カレッジ（アメリカ・ハワイ州）